# Mairie de Montreuil (métro de Paris)
Mairie de Montreuil est une station de la ligne 9 du métro de Paris, située sur la commune de Montreuil. C'est le terminus oriental de cette ligne.

## Situation
La station est implantée sous la place Jean-Jaurès, selon l'axe de la route nationale 302 face à la mairie de Montreuil. Approximativement orientée nord-sud, elle est précédée ou suivie (selon le sens) par la station Croix de Chavaux.

## Histoire

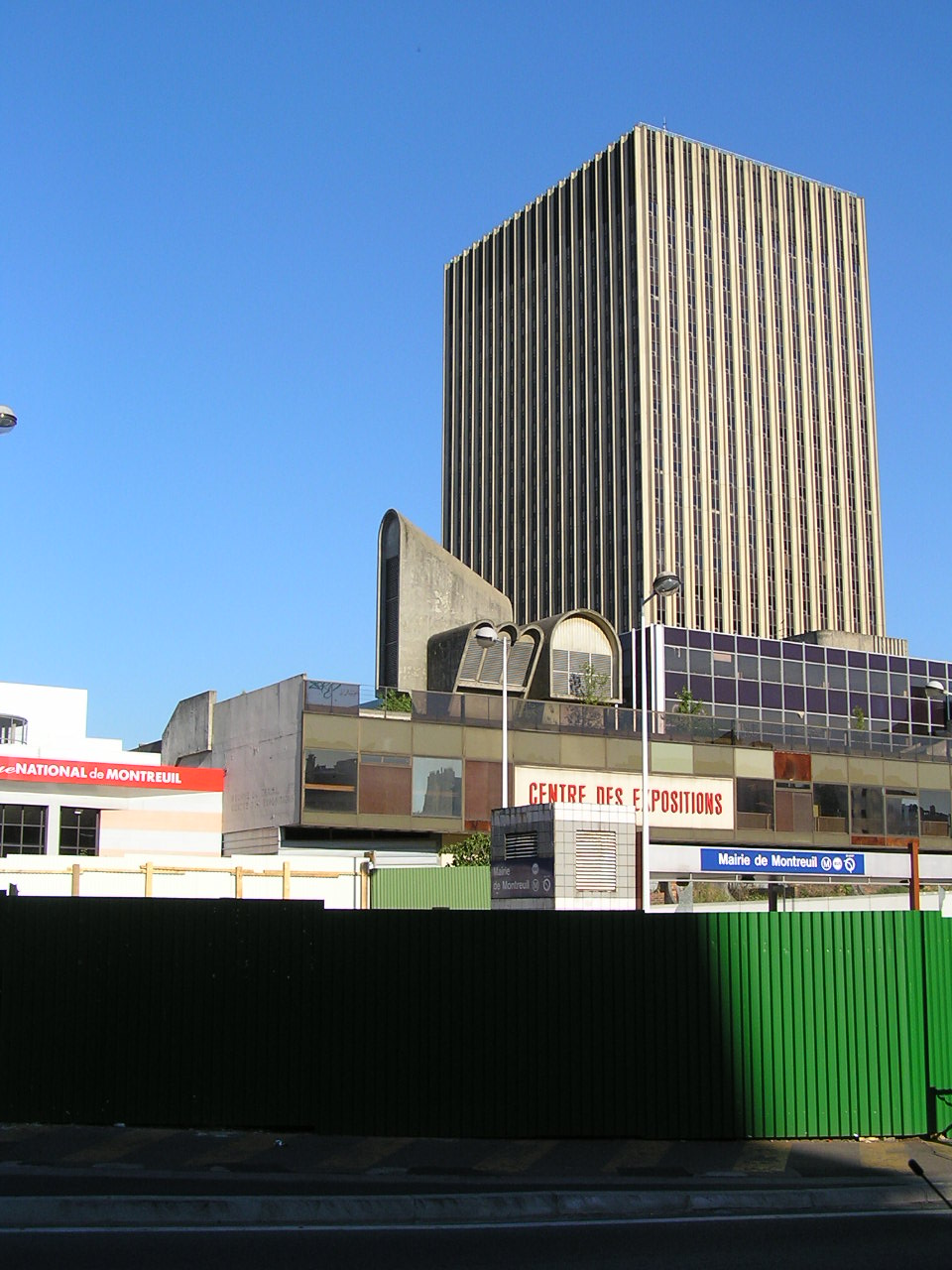
Place de la Mairie : les travaux de la gare routière en 2005.

La station est ouverte le 14 octobre 1937 avec la mise en service du dernier prolongement de la ligne 9 depuis Porte de Montreuil, dont elle constitue depuis lors le terminus oriental (depuis Pont de Sèvres).
Elle doit sa dénomination à sa proximité avec l'hôtel de ville de Montreuil, édifié dans les années 1930.
Comme un tiers des stations du réseau entre 1974 et 1984, les quais ont été modernisés en style « Andreu-Motte », en l'occurrence de couleur bleue avec carrelage blanc plat.
Dans le cadre du programme « Renouveau du métro » de la RATP, les couloirs de la stations ont été modernisés en 2008. En parallèle, la gare routière qui la surplombe a subi une réorganisation complète : les bus stationnent dorénavant à plusieurs arrêts disposés sur le pourtour de la place Jean-Jaurès, se substituant à une unique gare établie au centre de celle-ci jusqu'alors.
En 2019, 8 106 589 voyageurs sont entrés à cette station ce qui la place à la 27e position des stations de métro pour sa fréquentation.
En 2020, avec la crise du Covid-19, 4 764 601 voyageurs sont entrés dans cette station ce qui la place à la 18e position des stations de métro pour sa fréquentation.
En 2021, la fréquentation remonte progressivement, avec 6 158 487 voyageurs qui sont entrés dans cette station ce qui la place à la 19e position des stations de métro pour sa fréquentation.

## Services aux voyageurs

### Accès
La station dispose de cinq accès répartis en six bouches de métro :
- l'accès 1 « Square Jean-Jaurès », consistant en un escalier fixe et un ascenseur, débouchant au sud-ouest de l'esplanade centrale de la place Jean-Jaurès ;
- l'accès 2 « Avenue Walwein », constitué d'un escalier fixe, se trouvant au nord-ouest de l'esplanade de la place au droit du no 3 ;
- l'accès 3 « Boulevard Rouget-de-Lisle » comprenant un escalier fixe attenant au square entourant la mairie, sur ledit boulevard ;
- l'accès 4 « Avenue Pasteur » comportant également un escalier fixe attenant au square entourant la mairie, sur ladite avenue ;
- l'accès 5 « Boulevard Paul-Vaillant-Couturier » s'effectuant par le rez-de-chaussée de l'immeuble du no 2 de cette avenue, situation rare sur le réseau.

Galerie de photographies
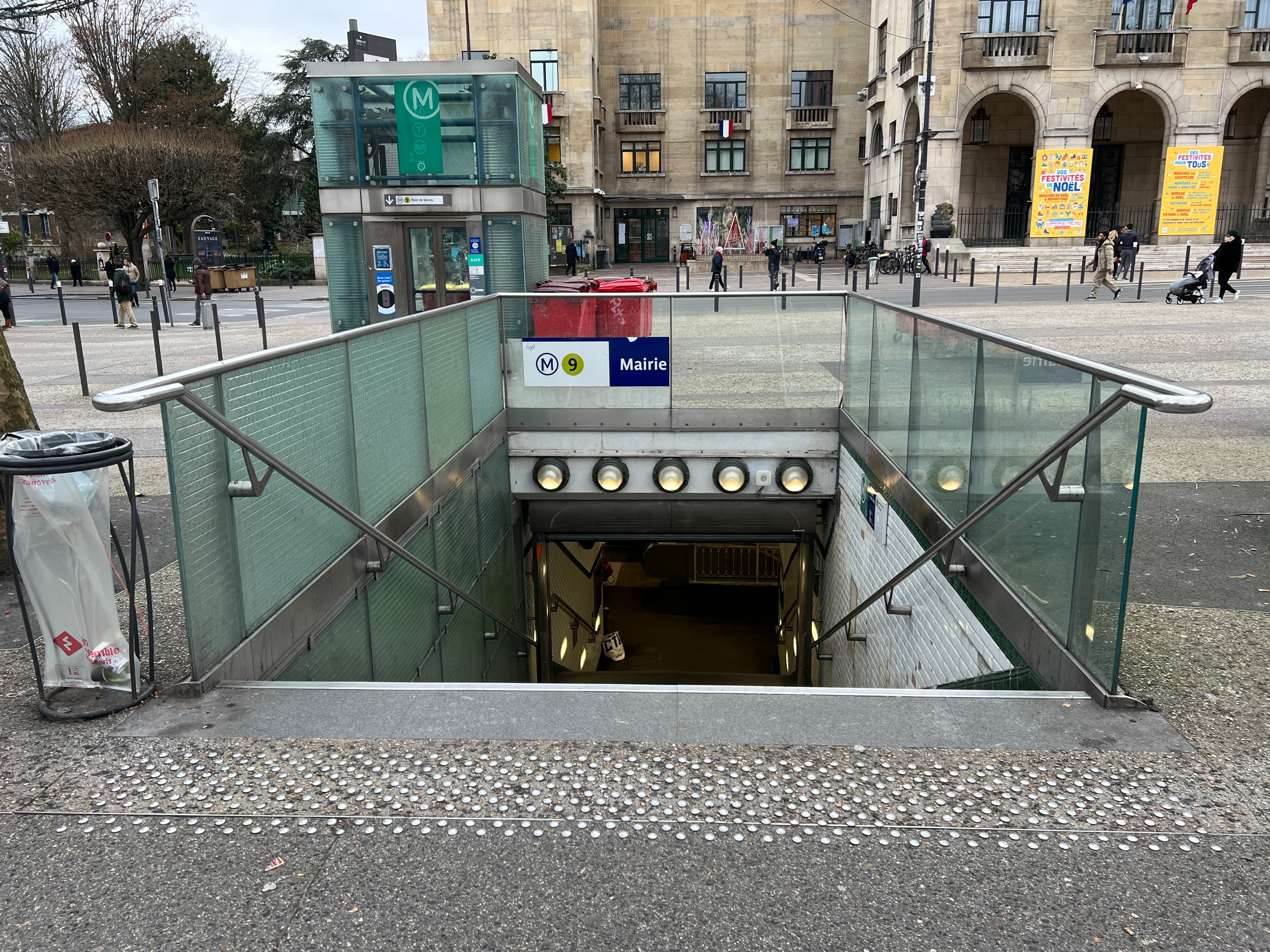
Accès no 1.
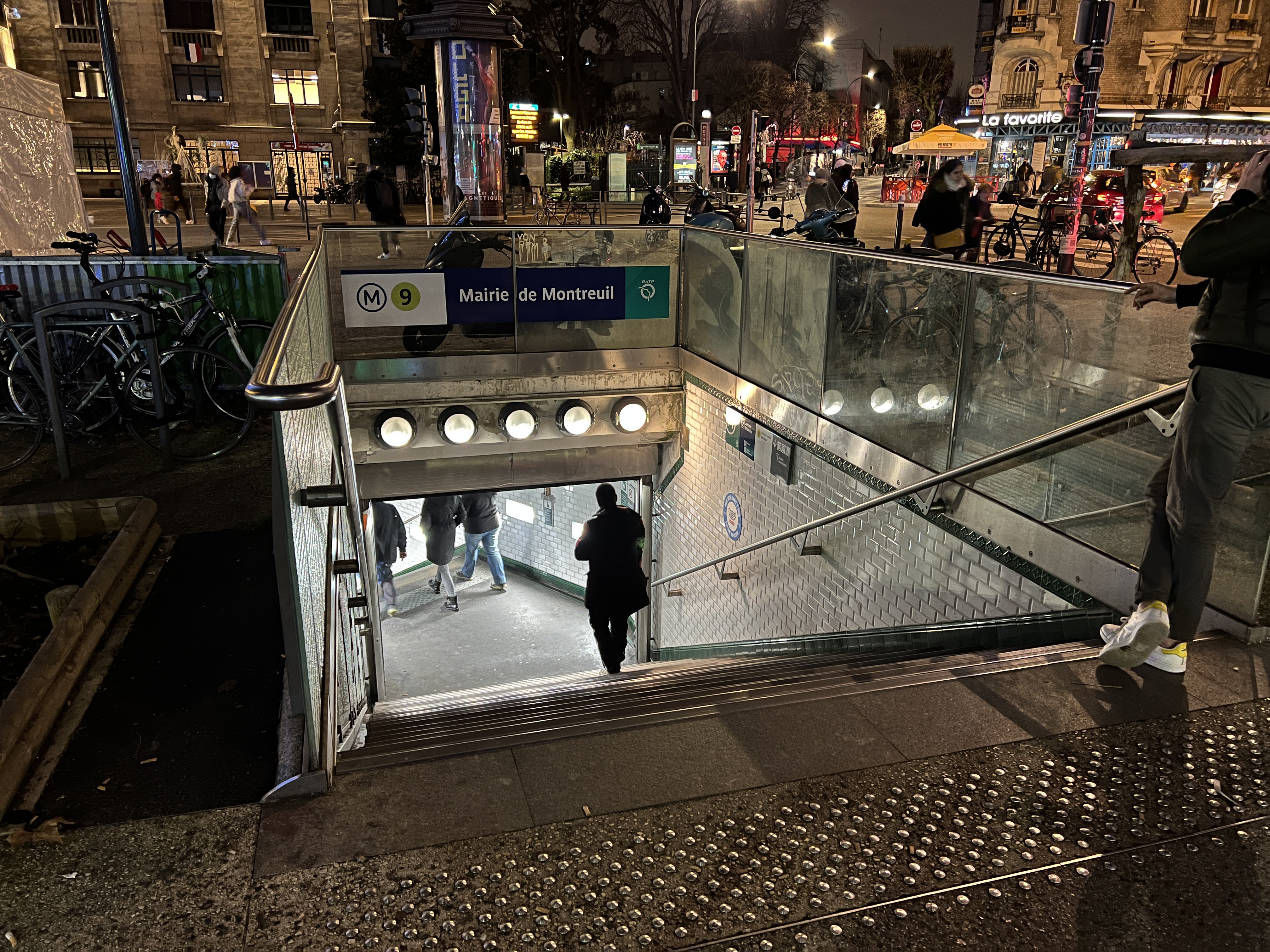
Accès no 2.
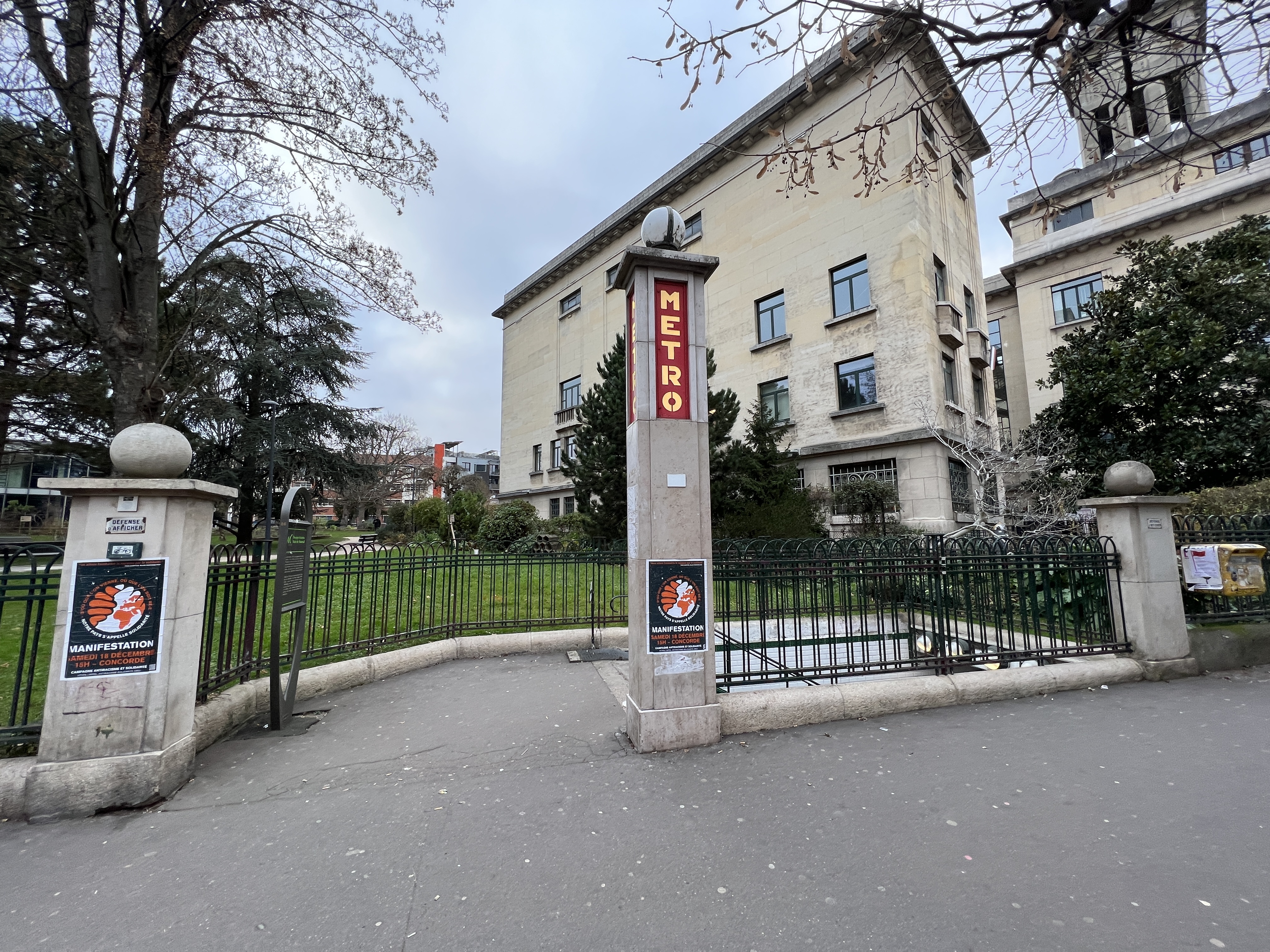
Accès no 3.
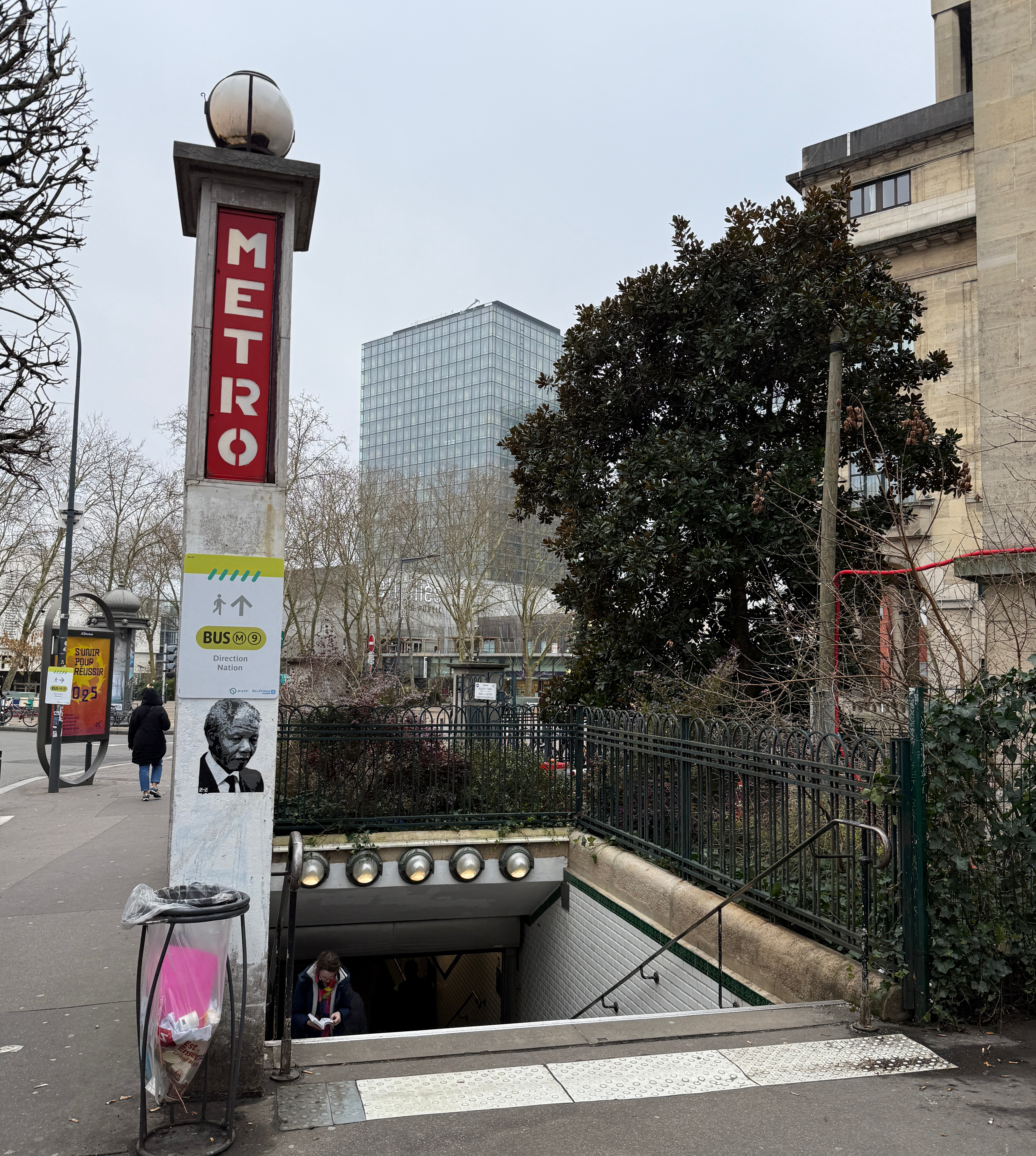
Accès no 4.
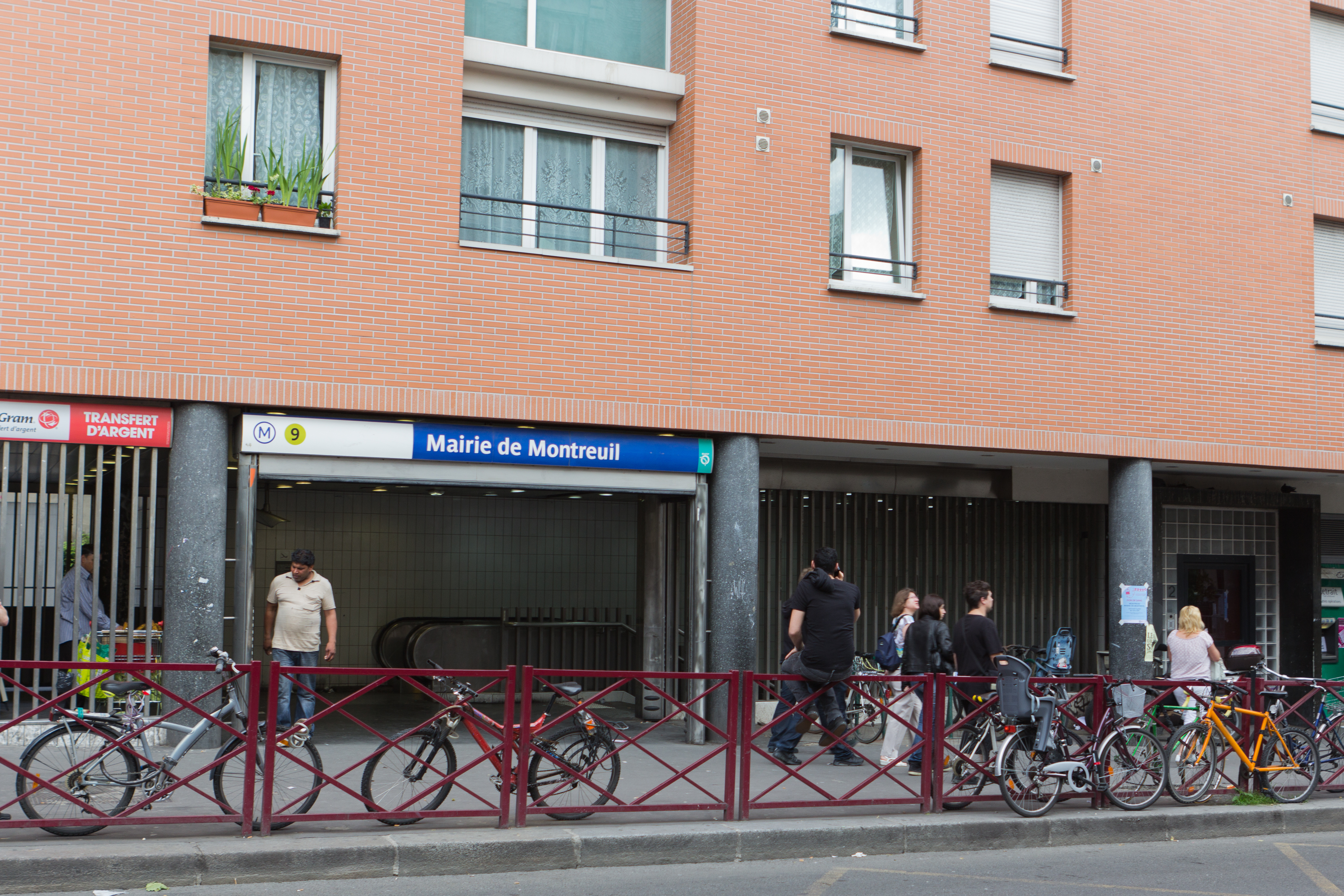
Accès no 5.

### Quais
Mairie de Montreuil est une station de configuration standard : elle possède deux quais séparés par les voies du métro et la voûte est elliptique. La décoration est de style « Andreu-Motte » avec deux rampes lumineuses bleues, des banquettes (sur le quai en direction de Pont de Sèvres uniquement) et débouchés de couloirs traités en carrelage blanc plat et des sièges « Motte » bleus (sur le quai de départ uniquement). Ces aménagements sont mariés avec les carreaux en céramique blancs plats qui recouvrent les piédroits, la voûte et les tympans. Les cadres publicitaires sont métalliques et le nom de la station est inscrit en police de caractères Parisine sur plaques émaillées.
Sur le tympan nord du quai d'embarquement, une mosaïque peinte sur des carreaux de porcelaine de Sèvres, datée de 1937, représente un plan de la ville avec des images des principaux monuments.

### Intermodalité
La station est desservie par les lignes 102, 115, 121, 122, 129, 202 et 322 du réseau de bus RATP et, la nuit, par les lignes N16 et N34 du réseau de bus Noctilien.